# Aníbal Pinto
Aníbal Nicolás Pinto Garmendia (Santiago, 15 de marzo de 1825-Valparaíso, 9 de junio de 1884) fue un abogado y político liberal chileno. Ejerció como presidente de Chile en los años 1876 hasta 1881. Durante su gobierno, comenzó la Guerra del Pacífico, que enfrentó a los aliados Bolivia y Perú contra Chile.
Previamente había sido ministro de Guerra y Marina durante el gobierno de Federico Errázuriz Zañartu e intendente de Concepción, entre los años 1863 y 1870.

## Primeros años
Nació en el seno de la familia Pinto, una de las más prominentes de la aristocracia chilena del siglo XIX. Hijo del abogado, general y presidente de la República, Francisco Antonio Pinto, y de la patriota argentina, Luisa Garmendia Alurralde. 
Inició sus estudios en el Colegio Argentino de Santiago y a los 14 años pasó al Instituto Nacional, donde concluyó de bachiller; continuó su formación en filosofía y derecho romano con Andrés Bello.
En enero de 1845 fue designado oficial de secretaría de la legación chilena en Roma; regresó a Chile en 1851, después de una residencia en el extranjero de más de cinco años, que influyó en su formación política e intelectual, que lo capacitó para dominar el latín y el francés y para traducir el inglés y el italiano. Poseía una biblioteca que alcanzaba más de 2000 volúmenes, lo que entonces resultaba notable. Mantenía correspondencia con Alexander Von Humboldt, Jean Gustave Courcelle-Seneuil y otros sabios europeos.

### Matrimonio e hijos
El 24 de noviembre de 1855 se casó con Delfina de la Cruz Zañartu, hija del general José María de la Cruz y Josefa Zañartu, y nieta, por tanto, del director supremo de Chile Luis de la Cruz Goyeneche y del abogado Ramón Zañartu Barrenechea. Entre sus hijos, cabe mencionar:
- Elena Pinto casada con Jorge Matte.
- Delfina Pinto casada con Nicolás Montt.
- Aníbal Pinto casado con Julia Riesco.
- Francisco Antonio Pinto casado con Teresa del Río.
- José María Pinto casado con Isabel Bello.

## Vida pública
Su vida pública se inició en 1846, a los 20 años de edad, época en que viajó a Europa formando parte de la delegación enviada a la Santa Sede por el presidente Manuel Bulnes; fue nombrado oficial, y tres años después, secretario, de la Legación de Chile en Roma.
Se dedicó a actividades agrícolas en su hacienda, en lo que hoy se denomina La Pintana, en los alrededores de Santiago, y escribió para periódicos como El Ferrocarril, desde donde haría oposición al gobierno de Manuel Montt. En 1856 fue incorporado a la Facultad de Filosofía y Humanidades de la Universidad de Chile.
Diputado en cuatro ocasiones entre 1852 y 1876, entre 1863 y 1870 se desempeñó además como intendente de Concepción. En 1871 fue nombrado ministro del primer gabinete de Federico Errázuriz Zañartu en la cartera de Guerra y Marina.
Cinco años más tarde, su candidatura presidencial fue respaldada por la Convención de Liberales del Gobierno, Radicales y otros grupos. Su oponente, postulado por liberales democráticos y conservadores, fue Benjamín Vicuña Mackenna.  Sin embargo, Vicuña Mackenna, renunció a su candidatura al verse falto de apoyo por los conservadores (que lo apoyaron momentáneamente como venganza al presidente Errázuriz) y parte del partido liberal democrático (que fue creado únicamente para su candidatura).
Pinto corrió solo la elección y salió elegido presidente con 293 votos de 307 electores, las abstenciones que se produjeron en el Colegio Electoral fueron producto de la incesante lucha que los "Vicuñistas" dieron en algunas provincias como Valparaíso, y que ganaron.
Finalmente el 18 de septiembre de 1876, el Congreso en Pleno proclamó a Aníbal Pinto como presidente de la República.

## Presidencia

### Inicios del gobierno
Aníbal Pinto integró su primer gabinete con los liberales, nacionales y radicales, que lo llevaron a la presidencia. Los intentos del expresidente Errázuriz en influir en el Gabinete de Pinto fue un verdadero escándalo en el congreso, la sombra de Errázuriz era muy notoria en los momentos que siguieron a la proclamación de Aníbal Pinto como Presidente, más la muerte de Federico Errázuriz el 20 de julio de 1877 ayudó a crear la imagen de líder del presidente Pinto. El primer gabinete estuvo conformado por:
- Ministro del Interior: José Victorino Lastarria (Liberal).
- Ministro de Relaciones Exteriores: José Alfonso Cavada (Radical).
- Ministro de Justicia e instrucción pública: Miguel Luis Amunátegui (Liberal).
- Ministro de Hacienda: Rafael Sotomayor Baeza (Nacional).
- Ministro de Guerra y Marina: Belisario Prats (Liberal).

Rafael Sotomayor era el nacional del gabinete y se mostraría como el mayor valor de toda la administración Pinto, valor que empezó a mostrar en el Ministerio de Hacienda al intentar controlar la crisis económica que pasaba el país. El resto de los liberales del gabinete estaban divididos por distintas ideas partidistas, por lo que el gabinete careció de unidad.
Lastarria trató de aplicar una reforma constitucional, destinada a avanzar en su idea de un gobierno parlamentario, pero no tuvo suerte y los incidentes políticos trabaron su gestión administrativa.
La reforma sólo se logró aprobar gracias a la ayuda de un apoyo inesperado, el expresidente Errázuriz Zañartu, quien logró su aprobación por amplia mayoría.
La política de recorte al gasto fiscal de Sotomayor, quien intentó suprimir un aumento de 25% de los sueldos a los funcionarios estatales, provocó la crisis del ministerio, del que salieron Sotomayor, Lastarria y Prats.
En octubre de 1877, un nuevo ministerio encabezado por Vicente Reyes se hizo cargo del gobierno, pero fue nuevamente derribado, esta vez por los liberales errazuristas, por el debate de nuevas contribuciones para sanear la hacienda. Renunció todo el ministerio el 5 de agosto de 1878.
El nuevo gabinete dirigido por Belisario Prats no incluyó radicales, debido a los problemas causados por estos en el desempeño del ministerio anterior, debiendo el presidente decidir entre los liberales de gobierno o los radicales, eligiendo a los primeros.
Este ministerio decretó la inconvertibilidad del billete, en una medida destinada a evitar la quiebra de los bancos.
La ley decía:

"ARTÍCULO ÚNICO. Desde la fecha de la promulgación de esta ley hasta el 31 de agosto de 1879, se considerarán como    moneda legal para la solución de todas las obligaciones que deban cumplirse en Chile, contraídas antes o con posterioridad a la fecha de esta ley, y cualquiera que sea la forma en que se hayan otorgado, los billetes de banco a la vista y al portador, emitidos por los bancos enumerados en el artículo 1º de la ley de 27 de junio..."

### Reanudación  de la lucha teológica
El 8 de junio de 1878 murió el Obispo de Santiago Rafael Valentín Valdivieso Zañartu. Ocho días más tarde el Consejo de Estado proponía una terna al gobierno, donde se proponía a Francisco de Paula Taforó como sucesor de Valdivieso (todavía los gobiernos alegaban tener derecho de patronato).
Gran parte del clero, con los 
```
Salas y Larraín a la cabeza, iniciaron una serie de acciones para impedir que la 
Santa Sede
 ratificara a Taforó. Alegaban su condición de hijo ilegítimo, y Roma aceptó sus quejas y rechazó al candidato a obispo.
```

Durante todo el período de Domingo Santa María González, el cargo estuvo vacante y fue desempeñado por Monseñor Larraín Gandarillas como vicario en sede vacante. En 1886 se nombró al nuevo arzobispo, Mariano Casanova.

### Otros avances del gobierno
Durante su gobierno se promulgan dos importantes cambios: la ley de Instrucción Secundaria y Superior de 1879, obra de Miguel Luis Amunátegui, y el decreto de 1877 (llamado "Decreto Amunátegui") que permitió que las mujeres estudiaran en la universidad.

## La Guerra del Pacífico

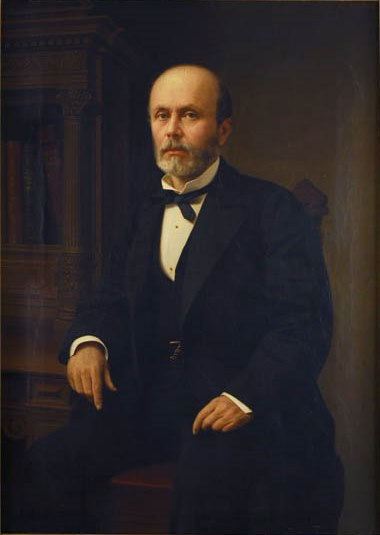
Aníbal Pinto por Manuel Antonio Caro.

El 5 de marzo de 1879 estalló la Guerra del Pacífico, conflicto entre Chile y la alianza de Bolivia y Perú. Al estallar la guerra, Pinto intentó nombrar al almirante Patricio Lynch Solo de Zaldívar en el cargo de comandante en jefe, sin embargo su nombramiento no prosperó al ser resistido por el Ejército.
Se organizó un nuevo ministerio con Antonio Varas de la Barra, en Interior y Domingo Santa María González en Relaciones Exteriores, quien aprobó las negociaciones del embajador José Manuel Balmaceda en Argentina. Balmaceda logró que Argentina no entrara en la Guerra del Pacífico a cambio de no reclamar como chilenos los territorios de la Patagonia oriental, reconociendo la soberanía argentina sobre los mismos.
El ministerio dirigió todas sus energías a la organización del ejército y la escuadra. Durante este ministerio ocurrieron los combate navales de Iquique y de Punta Gruesa.
El ministerio Varas fue de corta duración, sin embargo, ya sea a causa de la captura del transporte “Rimac” por el «Huáscar» (como afirma el historiador chileno Gonzalo Bulnes), o por intrigas de Domingo Santa María para organizar su maquinaria electoral (según la versión de Francisco Antonio Encina), por lo que fue reemplazado por un nuevo ministerio que tenía a Santa María en Interior y a Rafael Sotomayor como ministro plenipotenciario en Guerra y Marina, dejando a este libre para decidir la organización de la guerra, pues Pinto le transmitió su condición de generalísimo.
Las dotes de Sotomayor como  gran organizador, su tenacidad y destacada sagacidad militar, contribuyeron en gran medida al éxito de las fuerzas chilenas. Creó el plan de Angamos, estudió y seleccionó los puertos para el desembarco en Tarapacá, terminó con la crisis de los comandos, designó a Manuel Baquedano González como Comandante en Jefe, y logró vencer al desierto con una cuidadosa organización de suministros, agua, forraje y alimentos. Sin embargo, la gran carga de trabajo que esto significó, junto a presiones políticas y al trágico fallecimiento de una de sus hijas, le provocó un progresivo deterioro de su salud que culminó con su fallecimiento en campaña, en el campamento de Yaras (Perú), el 20 de mayo de 1880.
Su deceso afectó la organización de la campaña militar, por lo que el presidente Pinto decidió suspender la planeada expedición a Lima, hasta encontrar un reemplazante, que organizara el ejército. Finalmente esta designación cayó en José Francisco Vergara Echevers, quien continuó la labor de Sotomayor como Ministro de Guerra y Marina, llevando al ejército a la campaña de Lima. Santa María se retiró del ministerio, siendo reemplazado por Manuel Recabarren, radical (el radicalismo se concilió con el gobierno por la guerra. Al único que se excluyó fue al partido conservador).
Un hecho que ha sido visto erróneamente por círculos nacionalistas como de consecuencias infaustas para el futuro de Chile es la firma del Tratado de 1881 en la que Chile aparentemente habría cedido la Patagonia oriental a Argentina, cuando en realidad lo que se hizo fue reafirmar el UTI Possidetis que regia desde los tiempos de la independencia y Chile consolidó el territorio que había conquistado hacia el sur. En Argentina también se piensa que en aquel tiempo su gobierno habría cedido la Patagonia Occidental a Chile.

## Final de sus días
Terminada la guerra, su salud quedó delicada. Se retiró de la vida pública, aquejado por deudas a consecuencias del poco tiempo dedicado a sus asuntos personales. Después de ser un hombre acaudalado, Pinto vendió gran parte de sus propiedades inmobiliarias y agrícolas, derechos en minas y se trasladó a vivir a Valparaíso.
Rechazó cargos diplomáticos y se ocupó como traductor en el periódico El Ferrocarril. Además, ocupó el cargo de superintendente del Cuerpo de Bomberos de Santiago en 1884.
Falleció el 9 de junio de 1884, con 59 años, tras agravarse su enfermedad cardiovascular. Está enterrado en el Cementerio General de Santiago.